# Durham County
Durham County, ou Durham au Québec, est une série télévisée canadienne en 18 épisodes de 45 minutes créée par Janis Lundman, Adrienne Mitchell et Laurie Finstad Knizhnik, diffusée entre le 7 mai 2007 et le 29 novembre 2010 sur The Movie Network et Movie Central, puis rediffusée sur le réseau Global et Ion Television aux États-Unis.
En France, la série est diffusée depuis le 17 novembre 2007 sur TPS Star, et au Québec depuis décembre 2008 sur Mystère/AddikTV.

## Synopsis
Après le meurtre de son partenaire, Mike Sweeney (Hugh Dillon), flic de Toronto, est muté à Durham County où il est né. On lui confie l'enquête sur un meurtrier en série particulièrement sadique. Sweeney soupçonne bientôt l'un de ses voisins, tandis que la tension monte, les secrets et les non-dits refont surface dans cette bourgade à l'apparence trop-tranquille.

## Distribution
- Hugh Dillon (VF : Philippe Vincent ; VQ : Tristan Harvey) : Mike Sweeney
- Michelle Forbes (VF : Véronique Augereau) : Penelope Verrity
- Justin Louis (VF : Marc Saez) : Ray Prager
- Romano Orzari (VF : Marc Saez) : Ray Prager (saison 2)
- Hélène Joy (VF : Ivana Coppola ; VQ : Marie-Andrée Corneille) : Audrey Sweeney
- Laurence Leboeuf (VF : Delphine Rivière ; VQ : elle-même) : Sadie Sweeney
- Cicely Austin (VF : Manon Corbeille) : Maddie Sweeney
- Sonya Salomaa (VF : Juliette Degenne ; VQ : Catherine Hamann) : Traci Prager
- Greyston Holt (VF : Fabrice Fara ; VQ : Nicolas Charbonneaux-Collombet) : Ray Prager Jr.
- Kathleen Munroe (VF : Gaëlle Savary ; VQ : Geneviève Désilets) : Nathalie Lacroix
- Patrick Labbé (VF : Xavier Béja ; VQ : lui-même) : Tom Bykovski
- Joel Keller (es) (VF : Jean-François Vlérick) : Jake Sharpe
- Claudia Ferri (VF : Anne Rondeleux ; VQ : elle-même) : Roxy Calvert
- Louis Ferreira (VQ : Patrick Chouinard) : Ray Prager
- Jean-Nicolas Verreault : Big Guy
- Alex Cardillo (en) (VF : Valentin Maupin) : Mark Verrity

 Source et légende : version française (VF) sur RS Doublage
 Source et légende : version québécoise (VQ) sur Doublage.qc.ca

## Épisodes

### Première saison (2007)
1. Retrouvailles (What Lies Beneath)
2. La Dame du lac (The Lady of the Lake)
3. Un lourd secret (Divide and Conquer)
4. Le Manipulateur (Guys and Dolls)
5. La Part d'ombre (The Dark Man)
6. Ennemis intimes (Life in the Doll House)

### Deuxième saison (2009)
1. Les Enfants perdus (Little Lost Children)
2. Ray aime Sadie (Ray Loves Sadie True)
3. Un poisson dans l'océan (The Fish In The Ocean)
4. Papa a frappé maman (Daddy Hurt Mommy?)
5. Les Mauvais garçons (Boys Do Things)
6. La Vie après la mort (Surviving the Fall)

### Troisième saison (2010)
1. La Mère patrie (Homelands)
2. La Réunion familiale (Family Day)
3. La Chasse (Distance, Hunting and Home)
4. Les Survivants (Survivors)
5. La Fin d'un monde (The World Ends)
6. Le Sanctuaire (Sanctuary)